# Ana Betancourt
Ana María de Jesús de la Solidad Betancourt Agramonte (Camagüey, Cuba, 14 de desembre de 1832–Madrid, 7 de febrer de 1901), sovint referida pel seu nom de casament com a Ana Betancourt de Mora o simplement com a Ana Betancourt, fou una dissident i revolucionària cubana que va donar suport al procés d'independentisme de Cuba respecte d'Espanya i una pionera activista feminista en la demanda de l'alliberament de la dona en aquest país. És coneguda pel seu discurs d'impacte que advocava per la integració dels drets de les dones a l'Assemblea de Guáimaro, en què es va declarar la República de Cuba en Armes.

## Biografia

### Joventut i adopció de l'ideari independentista i feminista
Ana Betancourt va néixer l'any 1832 a la població cubana de Camagüey, provinent d'una rica família de terratinents. Va ser una de les dones que van participar de la Guerra dels Deu Anys per aconseguir la independència de Cuba contra el domini del Regne d'Espanya (que va començar el 1868), anomenades mambisas, que alhora van tenir un paper molt significatiu en el conflicte com a polítiques agitadores, infermeres i combatents.
L'any 1869 es va casar amb Ignacio Mora de la Pera, un dels 76 camagüeians que s'havia alçat en armes un any abans en l'alçament de Las Clavellinas i que la va introduir en la gramàtica, redacció, història i la va influir fortament en l'ideari polític i liberal. Més endavant, el matrimoni va publicar un noticiari clandestí de promoció de les idees revolucionàries.
Betancourt va donar suport al líder nacionalista Carlos Manuel de Céspedes i el 10 d'abril de 1869 va assistir amb el seu marit a l'Assemblea de Guáimaro, on va ser investit com a primer president de la República de Cuba en Armes. En aquesta mateixa assemblea, Betancourt va pronunciar un discurs breu, emotiu i idealista amb el qual va demanar l'abolició de l'esclavitud i la discriminació ètnica, la lluita contra el colonialisme i l'equitat dels drets de les dones. No obstant això, l'Assemblea va decidir no considerar-ne la inclusió al tractat de Les bases de la Revolució.

### Captiveri, deportació i exili
El juliol de 1871, encara durant el conflicte armat, Ana Betancourt i Ignacio Mora van ser sorpresos per les forces espanyoles a la zona de Najasa. Betancourt va aconseguir que el seu marit fugís, però ella, malalta, va ser retinguda pels militars espanyols, que la van torturar físicament i psíquica —tot fent-la servir com a esquer per capturar el seu marit. També va ser amenaçada de mort per un escamot d'execució perquè encoratgés el seu marit a fer-se enrere de la seva implicació insurreccional, però s'hi va negar. Finalment, va ser sentenciada a l'exili i deportada a Espanya, des d'on ja no tornaria a veure més el seu marit.

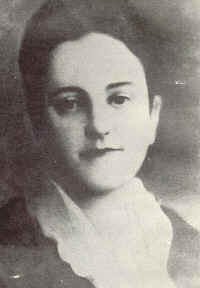
Retrat d'Ana Betancourt (data desconeguda)

Nogensmenys, des de l'exili Betancourt va continuar immersa en la defensa de la independència cubana. Es va mudar a Nova York (Estats Units d'Amèrica), on va viure amb la també activista cubana Emilia Casanova de Villaverde (esposa de l'escriptor romàntic Cirilio Villaverde) i va treballar de cronista de modes i d'obrera en un taller. Durant aquesta estada, va sol·licitar al president estatunidenc Ulysses S. Grant que mediés per evitar l'afusellament dels vuit estudiants de Medicina de 1871.
Més endavant, Ana Betancourt es va traslladar a Kingston (Jamaica), on va treballar com a directora d'una escola per a noies. Allà va saber de la mort del seu marit, que patia d'una úlcera i que havia estat capturat el 5 d'octubre de 1875 i posteriorment mort a trets i acoltellat amb un matxet el dia 14 del mateix mes.
Després del conveni de Zanjón de 1878 va tornar a Cuba, però va ser deportada de nou i va acceptar l'oferiment d'una de les seves germanes per viure a Madrid l'any 1886. Des d'allà, va mantenir el contacte amb el seu nebot Gonzalo de Quesada i altres patriotes cubans, alhora que va esmerçar bona part del seu esforç a compilar i transcriure el diari de campanya del seu marit. Casa seva, d'altra banda, va esdevenir un centre de reunió i de difusió de l'ideari independentista cubà.

### Mort i sepultura
Un cop finalitzades la Guerra d'Independència de Cuba i la Guerra hispanoestatunidenca, aquesta última culminada amb el tractat de París de 1898 i pel qual Espanya abandonava la seva demanda sobre Cuba, Betancourt va iniciar els tràmits de retorn al seu país natal. Durant els preparatius, però, va contreure una broncopneumònia fulminant i va morir el 7 de febrer de 1901 a Madrid.
Les seves restes van romandre enterrades a Espanya fins al 1968, any en què van ser repatriades al panteó de les Forces Armades Revolucionàries de la necròpolis Cristóbal Colón de l'Havana per mediació de la guerrillera Celia Sánchez. El 10 d'abril de 1982, dia en què es commemorava el 113è aniversari de l'Assemblea de Guáimaro, les despulles d'Ana Betancourt van ser traslladades definitivament a un mausoleu erigit en nom seu a l'est de Camagüey.

## Commemoracions
Ana Betancourt és commemorada per la República de Cuba amb la medalla de l'Orde d'Anna Betancourt, que s'atorga a aquelles dones cubanes que "demostren el mèrit revolucionari i internacionalista, així com la fidelitat a l'antiimperialisme i/o el gran mèrit en una àrea que contribueixi a l'interès nacional". Originàriament era el guardó més alt atorgat per la Federació de Dones Cubanes, tot esdevenint oficialment aprovat com a premi estatal l'any 1979.
A nivell institucional, edificis com l'escola ESBU Ana Betancourt de Mora i també l'Hospital Ginecobstètric Docent Provincial Ana Betancourt de Mora, ambdós a Camagüey, prenen el nom en honor seu.

### En l'art contemporani
Ana Betacnourt és una de les 999 dones de l'Heritage Floor que figuren a l'obra The Dinner Party de Judy Chicago (1979). El seu nom està associat al de l'índia xoixon Sacajawea, que a l'hora està representada com una de les 39 dones assegudes a l'Ala III de la taula de la instal·lació.

## Obres
- Betancourt, Ana «Recuerdos de la Guerra de los Diez Años: Datos biográficos sobre Ignacio Mora, escrita por Ana Betancourt» (en castellà). Revista de la Facultad de Ciencias Económicas, 10:1, 1968, pàg. 61-91.[11][22]